# Gare de La Chaux-de-Fonds Les Forges
La gare de La Chaux-de-Fonds Les Forges est une gare ferroviaire situé sur le territoire de la commune suisse de La Chaux-de-Fonds, dans le canton de Neuchâtel.

## Situation ferroviaire
Établie à 1 001 mètres d'altitude, la gare de La Chaux-de-Fonds Les Forges est située sur la ligne Neuchâtel – La Chaux-de-Fonds – Le Locle-Col-des-Roches entre les gares de La Chaux-de-Fonds et du Crêt-du-Locle.
Elle est dotée d'une voie bordée par un quai latéral.

## Histoire
L'ancienne gare de La Chaux-de-Fonds Ouest, située sur le même emplacement que la nouvelle gare de La Chaux-de-Fonds Les Forges, a été fermée en 1995, en même temps que la gare du Crêt-du-Locle et des Eplatures. La réouverture de la gare avait été déjà prévue dans les années 2000 mais le projet avait été mis en sommeil à la suite du refus du projet TransRun en 2012. Néanmoins, le « Oui » de la population au projet « Mobilité 2030 » a permis la relance du dossier sous le nom de « gare de la Fiaz ». Le chantier de la gare de La Chaux-de-Fonds Les Forges a démarré en 2020 avec la réalisation des travaux de gros œuvre durant l'été de la même année. Elle a finalement été mise en service le 12 décembre 2021, le jour de la mise en œuvre de l'horaire 2022. La gare a coûté 8,5 millions de francs suisses financés par la commune de La Chaux-de-Fonds, le canton et la Confédération Suisse. Elle se situe dans un quartier en plein développement accueillant 5 000 habitants et 2 000 emplois dans un rayon de 500 mètres et proche du futur pôle administratif cantonal. Un écoquartier est également en chantier sur le site de l'ancienne scierie des Eplatures mais accuse du retard.

## Service des voyageurs

### Accueil
Gare du CFF, elle est dotée d'un simple quai équipé d'une aubette sous laquelle se situe un Distributeur automatique de titres de transport.
La gare n'est pas accessible aux personnes à mobilité réduite.

### Desserte
La gare de La Chaux-de-Fonds Les Forges est desservie toutes les heures par un train Regio qui relie La Chaux-de-Fonds au Locle en desservant toutes les gares.

### Intermodalité
La gare de La Chaux-de-Fonds Les Forges n'est en correspondance avec aucune autre ligne de transports en commun.

## Projet
À l'avenir, la mise en place d'une desserte à la demi-heure de la gare nécessite de rajouter un block au Crêt-du-Locle afin de pouvoir réduire la distance entre deux trains.